# Tom Coster
Tom Coster (Detroit, 21 agosto 1941) è un tastierista e compositore statunitense.

## Biografia
Nato a Detroit e cresciuto a San Francisco, Coster iniziò a suonare fin da bambino il pianoforte e la fisarmonica, continuando i suoi studi durante il periodo del college e nei cinque anni passati a suonare nella banda musicale della United States Air Force.
Fattosi conoscere come valente musicista nell'area della Baia di San Francisco, si esibì prima con il gruppo rock The Loading Zone e con il chitarrista jazz Gabor Szabo. Nel 1972 venne chiamato da Carlos Santana a far parte dei Santana ed iniziò con il grande chitarrista una lunga collaborazione che lo vide partecipare alla realizzazione di dieci dei più noti album:
- Caravanserai
- Welcome
- Lotus
- Illuminations
- Borboletta
- Amigos
- Festival
- Moonflower
- Oneness: Silver Dreams, Golden Reality
- Freedom

Viene ricordato come compositore delle celebri "Europa (Earth's Cry Heaven's Smile)", "Flor D'Luna (Moonflower)" and "Dance, Sister, Dance (Baila Mi Hermana)" portate al successo sempre da Carlos Santana,
Separatosi dallo stesso, con il quale comunque rimase in ottimi rapporti, tanto da collaborare con lui negli anni ottanta in altri due album, Freedom del 1983 e l'antologia celebrativa dei vent'anni di attività Viva Santana del 1986, Coster intraprese un'attività solista che lo portò, con musicisti diversi, alla realizzazione di nove album, nel secondo dei quali (Ivory Expeditions del 1983) segnò la prima collaborazione documentata con il figlio, Tom Coster Jr.
Negli ultimi anni ha affiancato alla carriera solista altre collaborazioni con il gruppo americano Vital Information, con cui ha realizzato cinque album, e con il chitarrista fusion australiano Frank Gambale, con cui ha collaborato in due album.
Nella sua carriera si registrano inoltre collaborazioni più saltuarie ma non meno importanti, sia come performer che come compositore, con altri personaggi della scena musicale internazionale come Billy Cobham, Third Eye Blind, Larry Coryell, Stu Hamm, Boz Scaggs, Joe Satriani e, tra gli italiani, Claudio Baglioni e Zucchero Fornaciari con Bobby Holiday.

## Discografia solista
- T.C. - 1981
- Ivory Expeditions - 1983
- Did Jah Miss Me?!? - 1989
- From Me to You - 1990
- Gotcha - 1992
- Let's Set The Record Straight - 1993
- The Forbidden Zone - 1994
- Interstate 76 - 1996
- From the Street - 1996